# Eluveitie
Eluveitie (pronuncia-se /ɛlˈveɪti/) é uma banda de folk metal da Suíça. Seu som pode ser descrito como celtic folk metal com influências de death metal melódico. A banda foi formada em 2002 e o primeiro EP, Vên, saiu em 2003. A banda, então, lançou o primeiro álbum, intitulado Spirit. Em novembro de 2007, Eluveitie assinou contrato com a Nuclear Blast. O primeiro álbum após o contrato foi o Slania, lançado em fevereiro de 2008, alcançando o 35º lugar nas paradas suíças e 98º nas alemãs.
Um dos principais chamativos de Eluveitie é o uso virtuoso e liberal de instrumentos tradicionais da cultura celta, contracenando com os gritos emotivos de Chrigel e as guitarras. Um outro são as letras das músicas, baseadas muitas vezes na história e literatura remetentes aos helvécios (como as letras do álbum Helvetios, baseadas em uma tentativa de leitura da visão gaulesa no De Bello Gallico de Júlio César) e outras vezes escrita na extinta língua Gaulesa (como a música Omnos).
A palavra Eluveitie é a mais antiga (ca. 300 a.C.) inscrição citando a tribo, encontrada em uma embarcação de Mantua e em Etrusco, que foi interpretada como significando "o Helvécio", provavelmente referindo-se a um homem de descendência helvécia que habitava Mantua.

## Biografia

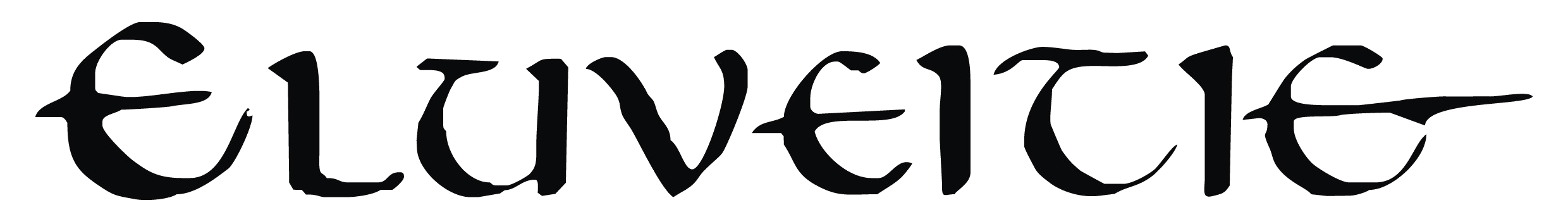
Logotipo da banda, usado em todas as capas de álbuns.

A banda foi fundada no inverno de 2002 por Christian "Chrigel" Glanzmann como um projeto focado nos estúdios apenas, onde participavam diferentes pessoas em diversas músicas. Em outubro do ano seguinte publicaram o MCD Vên (em Gaulês Helvécio para “Alegria Selvagem”). Depois de muitas análises positivas por parte do cenário musical e da mídia, Chrigel decidiu concretizar a banda em vez de deixa-la apenas como um projeto. Ele juntou outros nove músicos, formando uma banda completa com dez integrantes.
Então, o grupo fez seus primeiros shows, incluindo um que participaram do “Swiss Metal Festival Elements of Rock” onde assinaram um contrato com a gravadora holandesa Fear Dark pela qual regravaram Vên  em 2004. Outras performances ao vivo foram sendo apresentadas, como em alguns eventos da “Fear Dark Festivals”, como suporte para as já estabelecidas bandas internacionais de metal folk/pagão como Korpiklaani e Cruachan. Neste ponto, a banda estava totalmente ocupada, e seis dos dez mebros deixaram a banda por diversas razões, ficando Chrigel Glanzmann, Dide Marfurt, Sevan Kirder e Meri Tadic, que tiveram que continuar com novos membros. Eles recrutaram seis outros, incluindo Sevan Kirder, fazendo com que Rafi Kirder ficasse com o baixo, e assim tornando a banda grande novamente.
Um álbum, de edição limitada, foi lançado, como tributo à banda Germano-Islandesa Falkenbach, em setembro de 2006, em comemoração ao 15º aniversário da banda. O álbum incluía um cover feito pelo Eluveitie, "Vanadis".
No segundo quarto de 2006, o álbum intitulado Spirit foi publicado pelo selo Fear Dark, e em setembro do mesmo ano, Eluveitie começou a turnê europeia com a banda alemã Odroerir. No final de 2006, a banda assinou um novo contrato com a gravadora alemã Twilight Records. No começo de 2007, eles tocaram no Ragnarök Festival.
Em 2006, após o lançamento do álbum Sprit,houve mais uma mudança na formação da banda. Quando Sarah Wauquiez foi substituída por Anna Murphy, tocando Viela de Roda, a banda decidiu que não precisaria mais de Linda Suter tocando violino, diminuindo o número de integrantes para oito.
Em novembro de 2007, Eluveitie assinou um novo contrato, dessa vez com a Nuclear Blast. O novo estúdio promoveu o álbum Slania (um nome feminino que Chrigel viu em uma lápide de 2500 anos), sendo o mesmo lançado em 15 de fevereiro de 2008.
Em 4 de junho de 2008, os irmãos Rafi Kirder e Sevan Kirder (baixo e gaita-de-fole, respectivamente) anunciaram nas páginas do MySpace deles que deixariam a banda.
O projeto Evocation, que foi anunciado em 2008, foi lançado como álbum-conceito duplo acústico. Chrigel afirmou que, apesar de ser um álbum acústico, o álbum apresentaria muitas características de trabalhos anteriores  do Eluveitie, como os vocais guturais. A primeira parte do álbum, Evocation I: The Arcane Dominion, foi lançado em abril de 2009. A banda lançou uma edição especial oficial do seu novo álbum, Slania/Evocation I: The Arcane Metal Hammer Edition na edição de maio da revista Metal Hammer. Foi lançada em 15 de abril de 2009, com seis músicas do novo álbum e seis do Slania.
Em 29 de agosto, 2013, foi revelado que Eluveitie estava trabalhando em um novo álbum, e que sua World Tour Helvetios seria a última  tocando ao vivo (além do Eluveitie & Friends Festival). Após isso, parariam para  trabalhar no novo álbum. No dia 11 de dezembro, Nicole Ansperger foi anunciada como o sucessora de Meri Tadić no violino.

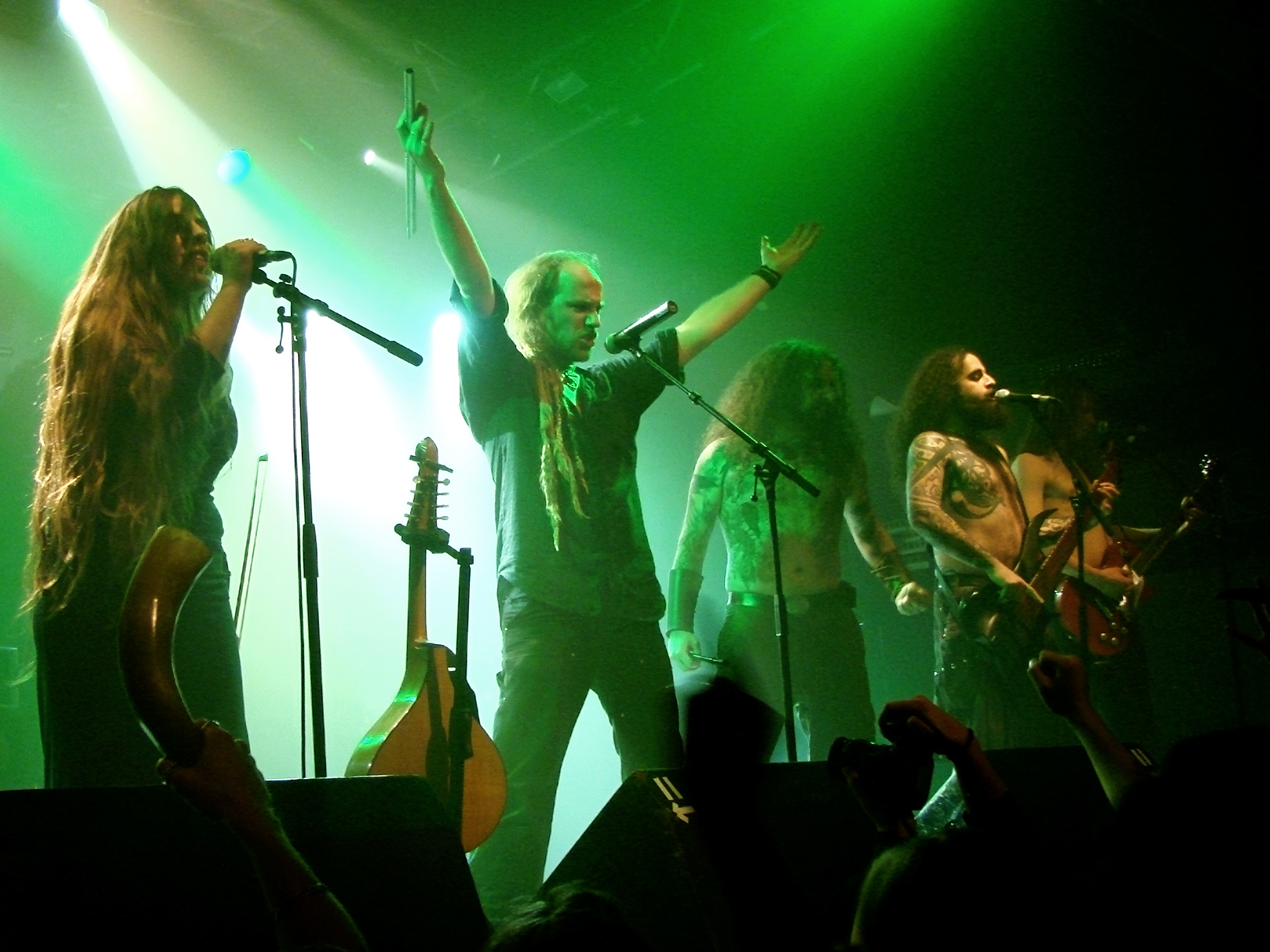
Eluveitie se apresetando no Cernunnos Fest, em Paris.

Em março de 2014, Eluveitie ganhou o Prêmio Nacional de Melhores Atos da Swiss Music Awards.   Em abril do mesmo ano, a banda anunciou uma turnê européia como atração principal, com junto com as bandas Arkona e Skálmöld .  Em 14 de maio, a banda anunciou um novo álbum, que foi lançado em agosto de 2014, intitulado Origins .  As composições, criadas por Chrigel Glanzmann foram foram reveladas com o tema do álbum, que abordam principalmente a mitologia celta. O primeiro single de Origins , "King", foi lançado em 13 de junho.  O vídeo oficial da música foi divulgado em 3 de julho.
Em novembro de 2014, no meio de uma turnê europeia, Patrick "Päde" Kistler foi substituído por Matteo Sisti.  Depois de uma semana de silêncio, ele lançou uma declaração em seu perfil oficial no Facebook explicando seu ponto de vista sobre a saída.
Em 3 de agosto de 2015, a banda anunciou a saída da violinista Nicole Ansperger porque sua situação familiar, como ela descreveu, "... torna impossível para mim estar na estrada com a minha banda constantemente."  A violinista israelense Shir-Ran Yinon se juntou ao grupo em turnê como sua substituta, tendo sido selecionada através de uma audição aberta para a qual ela havia enviado um vídeo.
Em 5 de maio de 2016, Merlin Sutter foi substituído por Alain Ackermann, Anna Murphy foi substituída por Michalina Malisz e Ivo Henzi  foi substituído por Jonas Wolf. As declarações da banda e dos três músicos indicaram que Sutter havia sido expulso do grupo, com Murphy e Henzi escolhendo sair depois de sua partida. Os três declararam que eles começariam a produzir músicas novas juntos, enquanto ainda cumpriam compromissos de turnê com Eluveitie até seus últimos shows programados em junho. Ainda em 2016,  Anna Murphy, Ivo Henzi e Merlin Sutter formaram a banda Cellar Darling.
Em Julho 2016 foi anunciado a saída de Shir-Ran Yinon alegando que seu contrato havia expirado com isso Nicole Ansperger retornou a banda.
Em janeiro de 2017, a banda revelou sua nova formação, com Fabienne Erni (harpa celta, vocais). Em 14 de outubro de 2017, a banda anunciou via mídia social que eles estavam trabalhando em um novo álbum, e deveriam começar a gravar após a turnê Maximum Evocation .A banda também revelou que eles haviam gravado um single antes da turnê, no New Sound Studio de Tommy Vetterli, intitulado Rebirth. [29]O single foi lançado em 27 de outubro de 2017, juntamente com um videoclipe produzido por Wolfgang Wolman e Oliver Sommer. O renascimento marcou o primeiro registro não acústico produzido pela nova formação.
Na conta oficial da banda no Instagram, foi anunciado que o novo álbum se chama Ategnatos . Foi lançado em 5 de abril de 2019.

## Integrantes

### Atuais
- Chrigel Glanzmann - vocal grosso, bandolim, flauta, gaita, apito, bodhrán (espécie de tambor tribal) (2002-presente)
- Nicole Ansperger - violino e vocais (2013-2015, 2016-presente)
- Matteo Sisti - gaita de fole e flauta (2014-presente)
- Rafael Salzmann - guitarra principal (2012-presente)
- Kay Brem - baixo (2008-presente)
- Jonas Wolf - guitarra rítimica (2016-presente)
- Alain Ackermann - bateria (2016-presente)
- Fabienne Erni - vocal, harpa e Mandola (2017-presente)

### Anteriores
- Michalina Malisz - hurdy gurdy (Viola de Roda) (2016-2022)
- Merlin Sutter - bateria (2004–2016)
- Ivo Henzi - guitarra base (2004–2016)
- Anna Murphy - hurdy gurdy (Viela de Roda) e vocais (2006–2016)
- Shir-Ran Yinon - violin e vocais (2015–2016)
- Patrick "Päde" Kistler – gaita de fole, flauta e vocais (2008–2014)
- Meri Tadić - violino e vocais (2003–2013)
- Siméon Koch - guitarra solo e vocais (2004–2012)
- Sevan Kirder - gaita de fole e flauta, vocais (2003–2008)
- Rafi Kirder - baixo e vocais (2004–2008)
- Linda Suter - violino e vocais (2004–2006)
- Sarah Wauquiez - hurdy gurdy (Viela de Roda) e vocais (2005–2006)
- Dani Fürer - guitarra solo (2003–2004)
- Severin Binder - fluta e vocais (2004–2005)
- Philipp Reinmann - bandolin (2003–2004)
- Dide Marfurt - hurdy gurdy (Viela de Roda) (2003–2005)
- Gian Albertin - baixo, vocais (2003–2004)
- Dario Hofstetter - bateria (2003–2004)
- Yves Tribelhorn - guitarra base (2003–2004)
- Mättu Ackermann - violino (2003–2004)

## Discografia
Álbuns de estúdio
- 2003 - Vên (EP)
- 2006 - Spirit
- 2008 - Slania
- 2009 - Evocation I - The Arcane Dominion
- 2010 - Everything Remains (As It Never Was)
- 2012 - Helvetios
- 2014 - Origins
- 2017 - Evocation II - Pantheon
- 2019 - Ategnatos

Álbuns ao vivo
- 2008 - Live @ Metalcamp 2008
- 2012 - Live on Tour
- 2014 - Live at Feuertanz 2013

Coletâneas
- 2012 - The Early Years